# Бібліотека імені Ольжича

Олег Ольжич

Бібліотека імені Олега Ольжича (м. Київ) — одна із перших наукових бібліотек незалежної України.

## Історія бібліотеки
Бібліотека ім. Олега Ольжича існує з 1994 р.
Заснована Фундацією ім. O. Ольжича та Інститутом української археографії та джерелознавства ім. М. Грушевського НАН України.
Угоду про створення уклали Голова Правління Фундації ім. Ольжича Микола Плав'юк та Директор Інституту академік Павло Сохань.
Бібліотека знаходиться в самому центрі Києва, на вулиці Трьохсвятительській, біля Михайлівського Золотоверхого монастиря.
Відділення бібліотеки створене разом з Інститутом історії України (директор якого — академік В. Смолій) і розташоване в приміщенні Інституту історії України НАН України.

## Основні зібрання бібліотеки
Головна ідея зібрання Бібліотеки — «Україна ХХ століття». Основний акцент зроблено на національно-визвольний рух— (початок боротьби за Українську Народну Республіку, через Другу світову війну і до сьогодення.).
Нині ця бібліотека за своїм тематичним різноманіттям є найкращим зібранням у Києві, про що, свідчать записи читачів у книзі відгуків.
Бібліотека ім. Ольжича внесена майже до усіх спеціальних довідників, про неї є стаття у ІІ томі «Енциклопедії сучасної України» (головний редактор — академік І. Дзюба).

## Склад бібліотеки та виставкова діяльність
До складу бібліотеки входить: читальний зал, книжковий фонд та архів. Основу книжкового фонду становлять книжкові дарунки майже з усього світу — від Австралії і Європи до США і Канади. Зараз там зберігаються унікальні видання доби УНР, зокрема невеличка книжечка спогадів про С. Петлюру, яка надрукувалася у Києві 1918 р.
Тільки у цій бібліотеці можна знайти повний комплект паризького журналу «Тризуб» та празького — «Розбудова Нації».
Бібліотека часто проводить значну виставкову діяльність.
Останні виставки, що пройшли за підтримки бібліотеки — «Церква в Другій світовій війні» (проходила в Києво-Печерському заповіднику), «Історія української дипломатії доби УНР» (Міністерство закордонних справ).
Успішно реалізується в приміщенні бібліотеки проєкт "Вікно в Америку", створений за підтримки американського уряду. 